# NextEra Energy Resources
NextEra Energy Resources, LLC (NEER) є оптовим постачальником електроенергії з Джуно-Біч, Флорида. NEER є дочірньою компанією NextEra Energy (NYSE: NEE), компанія зі списку Fortune 200. До 2009 року NextEra Energy Resources була відома як FPL Energy.
NextEra Energy Resources є найбільшим у світі оператором вітрових і сонячних проектів. Окрім вітрової та сонячної енергетики, NEER володіє та керує електростанціями, що працюють на атомній енергії, природному газі та нафті. Станом на грудень 2017 року сукупна потужність об’єктів NEER становить 19,06 гігават (ГВт) у 32 штатах, 4 провінціях Канади та 1 провінції в Іспанії. NEER також розробляє та створює проекти накопичувачів акумуляторів. Станом на грудень 2017 року NEER володіє та управляє приблизно 205 електричними підстанціями та 1190 кілометрами ліній електропередачі. 

## Енергія вітру
Станом на грудень 2017 року NextEra Energy Resources має вітроелектростанції, розташовані в 21 штаті США та 4 провінціях Канади, головним чином у Техасі та на Західному та Середньому Заході США та Канади. 

## Сонячна енергія
Станом на грудень 2017 року NextEra Energy Resources має сонячні установки, розташовані в 16 штатах США, 1 провінції Канади та 1 провінції Іспанії. 

## Ядерна енергетика
Станом на травень 2018 року в NEER працюють три атомні електростанції, які виробляють 2723,3 мегават (МВт), а інші дві атомні електростанції NextEra Energy працюють під керівництвом Florida Power &amp; Light .  NEER несе відповідальність за всю роботу ядерних блоків і остаточне виведення з експлуатації ядерних блоків, а ядерні майданчики використовують як внутрішні басейни відпрацьованого палива, так і сухі резервуари для зберігання відпрацьованого ядерного палива, виробленого на установках.  Нижче наведено діючі атомні електростанції NEER:

## Природний газ
У листопаді 2016 року NextEra Energy Resources продала два заводи природного газу, розташовані в Маркус-Гуку, штат Пенсільванія, та інші активи Starwood Energy Group. Загальна сума продажу склала приблизно 765 мільйонів доларів і включала енергетичний центр Маркуса Гука з комбінованим циклом (790 МВт) і енергетичний центр Marcus Hook 50 з простим циклом (50 МВт).